# Napomyza minima
Napomyza minima är en tvåvingeart som beskrevs av Zlobin 1994. Napomyza minima ingår i släktet Napomyza och familjen minerarflugor. Inga underarter finns listade i Catalogue of Life.